# Aysha striolata
Aysha striolata är en spindelart som först beskrevs av Eugen von Keyserling 1891.  Aysha striolata ingår i släktet Aysha och familjen spökspindlar. Inga underarter finns listade.